# Napakiak
Napakiak est une ville située dans la région de recensement de Bethel en Alaska aux États-Unis.

## Situation - climat
Elle est située sur la rive nord de la rivière Kuskokwim, à 655 km d'Anchorage.
Les températures extrêmes relevées sont de 30 °C en été et de −43 °C en hiver.

## Histoire
Les Yupiks vivaient là depuis un millénaire avant Jésus-Christ. Le village a été référencé pour la première fois en 1878 par E.W. Nelson, toutefois, à cette époque il était situé en aval de la rivière, au confluent avec la rivière Johnson. En 1910, la population était de 166 habitants. En 1926 l'église des Frères Moraves, installés depuis 1884, construisit une chapelle, et en 1929, quand la construction fut achevée, de nombreuses personnes se sont rassemblées à cet endroit.
En 1939, une école a été ouverte, et en 1946 une coopérative exploitée par les autochtones a été installée. La poste y a été ouverte en 1951 et l'aérodrome complété en 1973 permettant l'accès au village.

## Économie
Les habitants travaillent à l'école et aux instances gouvernementales locales. Toutefois, ils pratiquent aussi la pêche commerciale, et le commerce des fourrures, ainsi que l'artisanat. L'économie locale est basée sur une économie de subsistance telle que la chasse et la pêche. Plusieurs familles possèdent des camps de pêche d'été.

## Démographie
| 1880 | 1900 | 1910 | 1920 | 1940 | 1950 |
| ---- | ---- | ---- | ---- | ---- | ---- |
| 98   | 197  | 166  | 173  | 113  | 139  |

| 1960 | 1970 | 1980 | 1990 | 2000 | 2010 |
| ---- | ---- | ---- | ---- | ---- | ---- |
| 190  | 259  | 262  | 318  | 353  | 354  |

## Sources et références
- (en) CIS

- (en) Cet article est partiellement ou en totalité issu de l’article de Wikipédia en anglais intitulé « Napakiak, Alaska » (voir la liste des auteurs).

1. ↑  « Statistiques des États-Unis - Alaska - Profils des communautés de 2010 » (consulté en novembre 2020)